# Axel (mekanik)

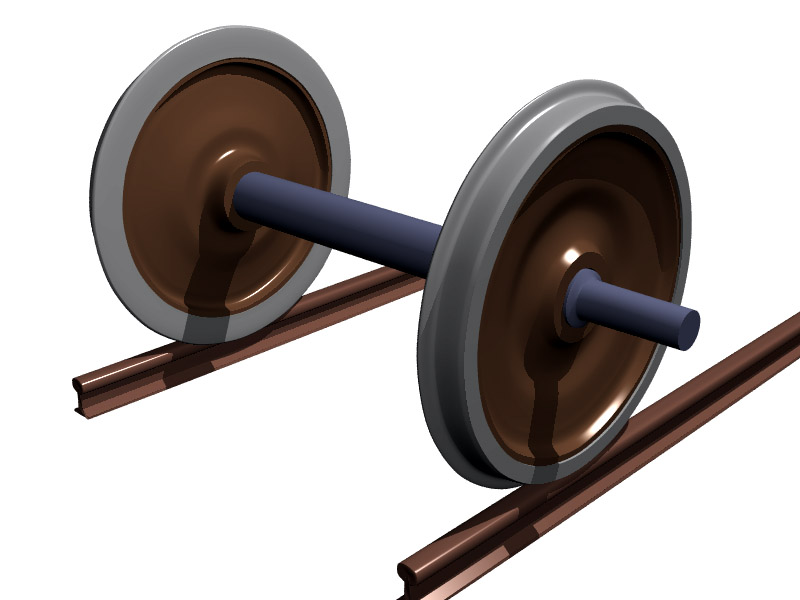
Järnvägshjul med axel.

En axel är en kropp vars längd är större än dess bredd som oftast har ett cirkulärt tvärsnitt. Ett exempel är kardanaxel.
Axlar används oftast som en del i ett system. Den kan överföra effekt genom kugghjul eller remmar. En axel kan fungera som rotor till exempel i en elektrisk motor. En axel kan även ta upp tvärkrafter. Axeln utsätts, i sådant fall, inte för vridmoment men dock för böjmoment. Den måste inte heller rotera. Exempel på detta kan vara axeln på lastbilar.
Det finns olika typer av axlar. Till exempel styrande axlar (det vill säga axlar med styrförmåga), drivaxlar (som driver fordon), och rullaxlar (som saknar både styrande och drivande förmåga men som istället kan fördela ett fordons vikt). Bland rullaxlarna kan nämnas boggiaxlar, men på vissa bussar och andra fordon kan dessa ibland även vara styrande, för att ge en bättre svängradie.